# علي فتحي أوكيار

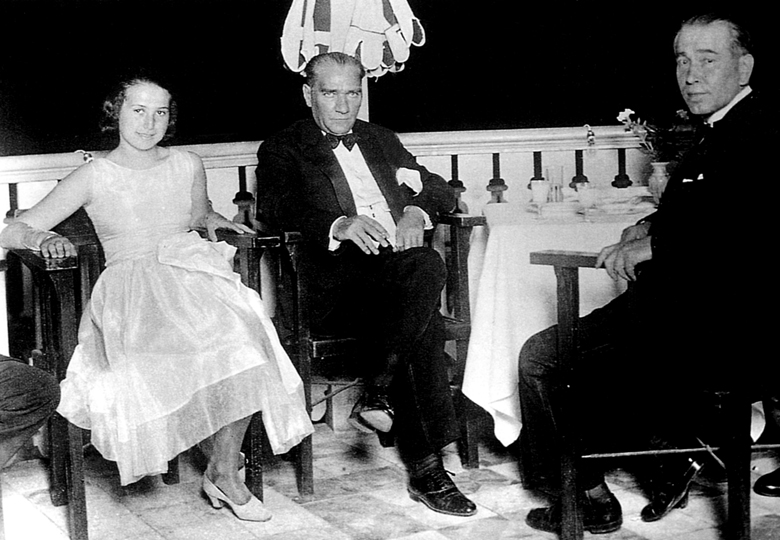
أتاتورك وأوكيار، أغسطس 1930

 علي فتحي أوكيار  (بالتركية: Ali Fethi Okyar)‏ (1880- 1943) دبلوماسي وسياسي تركي، كان ضابطًا في الجيش خلال العقد الأخير من عصر الإمبراطورية العثمانية. وهو ثاني رئيس وزراء لتركيا (1924-1925) وثاني رئيس للبرلمان التركي بعد مصطفى كمال أتاتورك. ولد في مدينة بريليب، التي تقع اليوم في جمهورية مقدونيا. وهو أحد أقرب أصدقاء أتاتورك.
شارك عام 1911، في المقاومة العثمانية للغزو الإيطالي لليبيا مع مصطفي كمال أتاتورك. وفي أكتوبر عام 1913، اختير سفيراً لتركيا في بلغاريا.
في عام 1913، انضم إلى جمعية الاتحاد والترقي وانتخب أميناً عاماً لها. في عام 1930، أثناء خدمته سفيراً لتركيا في باريس، طلب منه أتاتورك، خلال اجتماع عقد في يالوفا، تأسيس الحزب الليبرالي الجمهوري، وهو حزب معارض قديم في تركيا، لتأسيس نظام ديموقراطي متعدد الأحزاب في تركيا. وعلى الرغم من ذلك، عندما لاحظت الحكومة دعم العامة لهذا الحزب المعارض، أًعلن أنه غير قانوني وأغلق تماما مثل الحزب الجمهوري التقدمي الذي استمر لبضعة أشهر في عام 1924.
شكّل أوكيار حكومته عام 1924 ولكنها لم تستمر طويلاً حيث استقالت حكومته عام 1925. وفي عام 1934، عين سفيراً في لندن.
توفي أوكيار في 7 مايو 1943، ودفن في أسطنبول.